# Semeljci
Semeljci är en ort i Kroatien.   Den ligger i länet Baranja, i den östra delen av landet, 210 km öster om huvudstaden Zagreb. Semeljci ligger 95 meter över havet och antalet invånare är 1 566.
Terrängen runt Semeljci är platt. Runt Semeljci är det glesbefolkat, med 11 invånare per kvadratkilometer. Närmaste större samhälle är Đakovo, 11,9 km sydväst om Semeljci. Trakten runt Semeljci består till största delen av jordbruksmark.